# Niemberg
Niemberg este o comună în Saxonia-Anhalt, Germania